# Манфред (герцог Афинский)
Манфред (итал. Manfredi di Trinacria; 1306, Катания — 9 ноября 1317, Трапани) — «инфант» Сицилии, был вторым сыном сицилийского короля Федериго II и Элеоноры Анжуйской. По матери являлся внуком короля Неполя Карла II Хромого и Марии Венгерской.
В 1312 году король Федериго получил приглашение для пятилетнего Манфреда занять престол афинского герцогства, захваченного Каталонской компанией. Чтобы править от имени юного герцога, в Афины был отправлен вельможа Беренгер Эстаньол д'Эмпуриас с полномочиями генерального викария. После смерти Эстаньола в 1316 году, король Федериго II отправил править герцогством своего незаконнорождённого сына, принца Альфонса Фадрике.
Сам молодой герцог никогда не был в своих греческих владениях. 9 ноября 1317 года, на свой двенадцатый день рождения, Манфред упал с лошади во время охоты, и сильно расшибся. Он умер в Трапани, и был похоронен в местной доминиканской церкви. Его наследником стал младший брат, принц Гильом (Гульельмо).